# HMAS Advance (P 83)
Le HMAS Advance (P 83) était un patrouilleur de Classe Attack de la Royal Australian Navy (RAN). Il est désormais un navire musée, toujours en état de marche, au Musée national de la marine de Sydney.

## Historique
Construit en 1967 et mis en service dans le RAN en 1968, le navire à partir du port de Darwin et patrouillait dans les eaux du nord de l'Australie.
Au cours de sa carrière, Advance et son sister-ship HMAS Attack(P 90) ont suivi le chalutier soviétique Van Goth, qui a opéré pendant deux mois dans le golfe de Carpentarie. Il a survécu au cyclone Tracy en décembre 1974 dans le port de Darwin. Il a été utilisé pour le tournage de la série télévisée Patrol Boat et a participé à la première patrouille antiterroriste de la RAN sur le plateau nord-ouest australien.
En 1977, il a été affecté à la Base navale de Waterhen près de Sydney. L' Advance a été remplacé en 1980, mais a continué à fonctionner comme navire-école jusqu'à ce qu'il soit mis hors service en 1988.

## Désarmement et conservation
Puis le patrouilleur a été donné au Musée national de la marine de Sydney, qui le maintient dans un état opérationnel . Il est inscrit au HNSA (Historic Naval Ship Association) .
En octobre 2013, Advance a participé à l' International Fleet Review 2013 (en) à Sydney, célébrant le centenaire de la Royal Australian Navy.
En novembre 2015, le navire de guerre a été déplacé vers les pavillons des navires de guerre du Musée maritime national australien aux côtés du HMAS Onslow, du HMAS Vampire et de la réplique du HMS Endeavour.

## Galerie

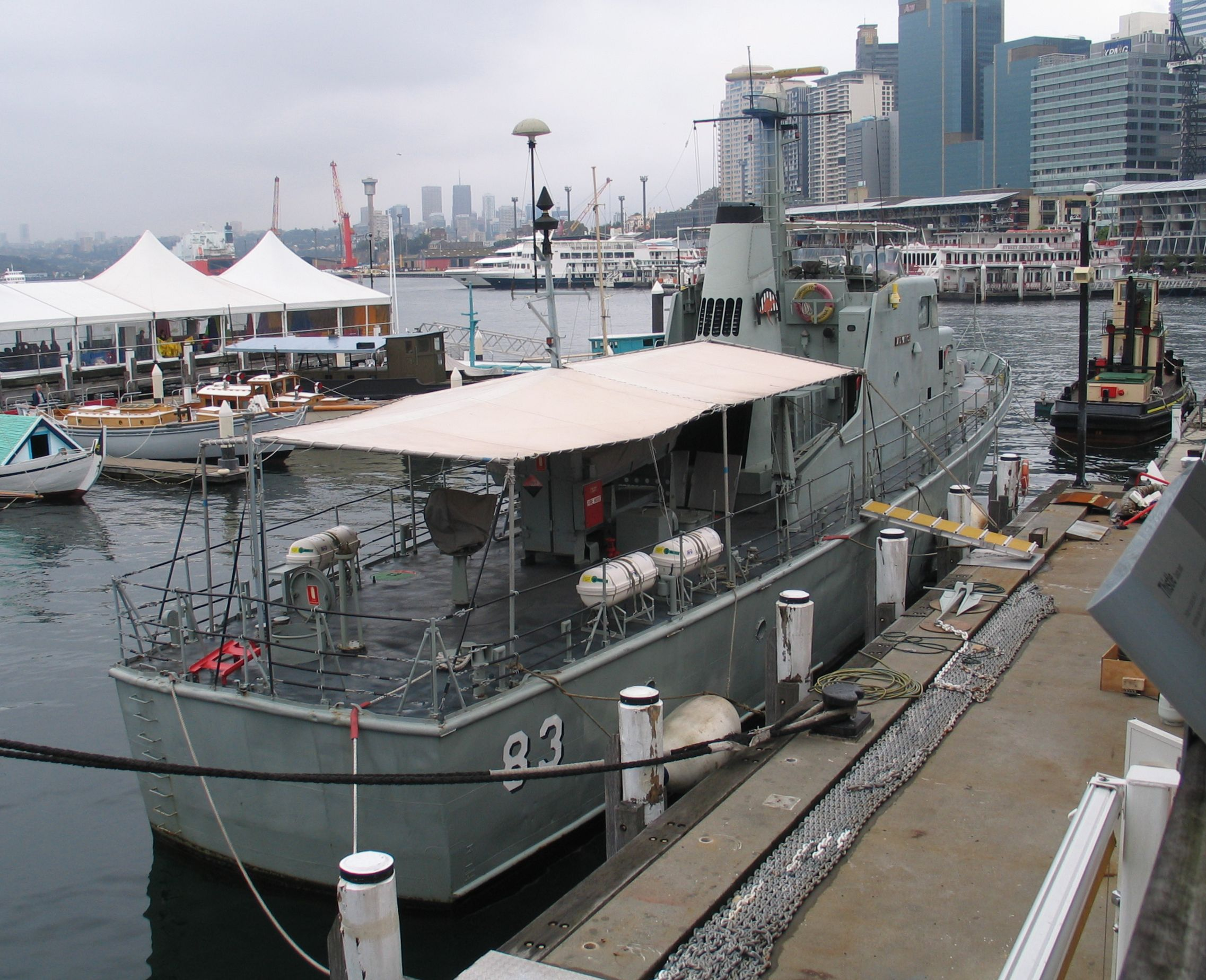
Advance à quai.
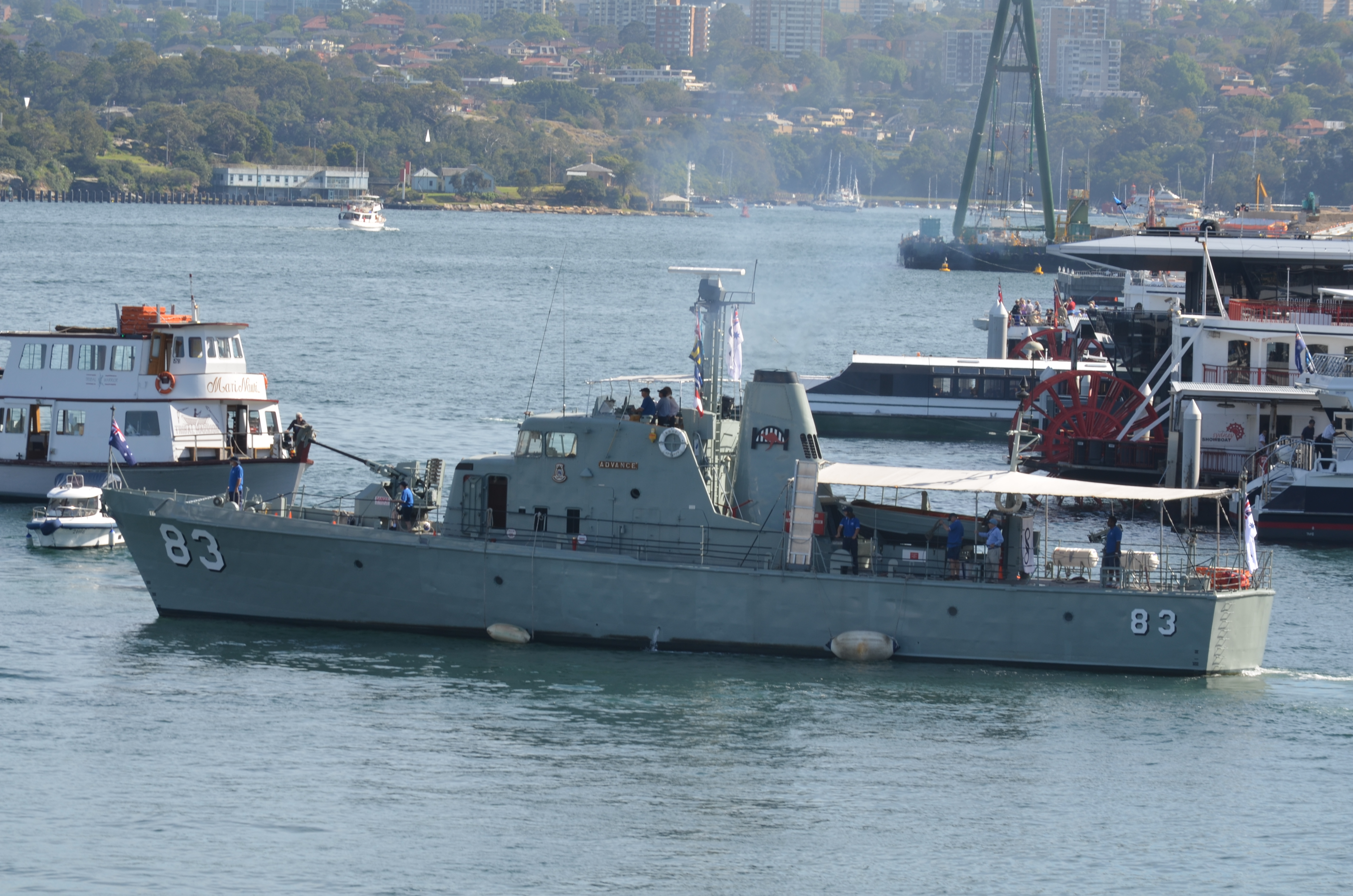
Advance lors de la Revue internationale de 2013.
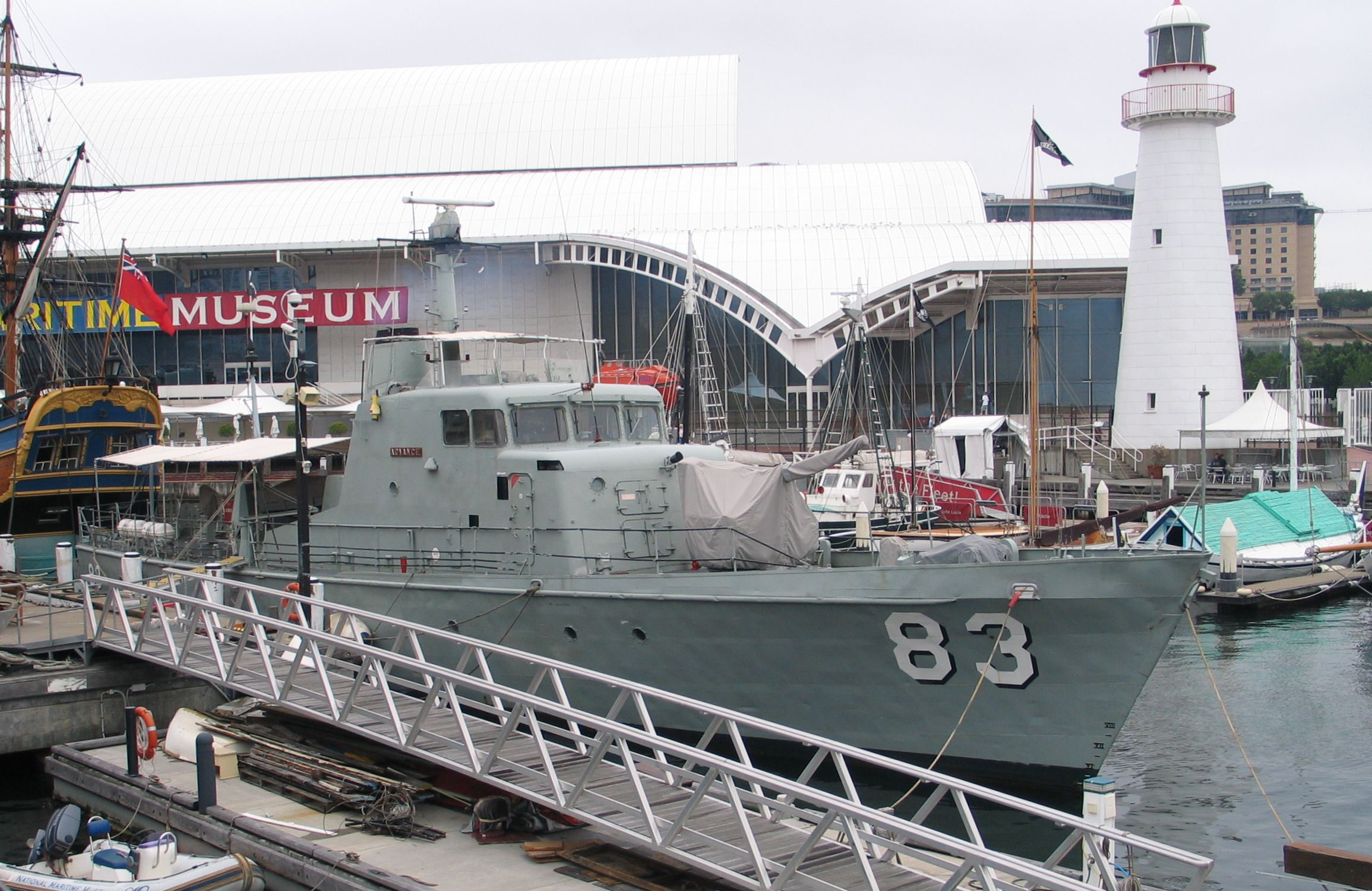
Advance au Musée maritime.